# Axe de prise de vues
Pour les articles homonymes, voir Axe.
En photographie, en cinéma, en vidéo, l’axe de prise de vues est la ligne imaginaire qui relie le point de vue au centre du champ, en passant par le centre optique de l'objectif,. Dans la plupart des cas, l'axe de prise de vues se confond avec l'axe optique de l'objectif.
Par synecdoque, on appelle axe la position de l'appareil de prise de vues par rapport à une scène, bien que l'expression normalisée soit angle de prise de vues, désignant l'angle entre l'axe de l'appareil et celui du sujet. Un changement de point de vue, en vue du montage, se dit couramment changement d'axe. Un changement de distance ou d'angle de champ sans changement d'angle se dit raccord dans l'axe.
L'axe de prise de vues prend sa valeur par l'angle qu'il fait avec l'horizontale et avec les axes principaux de la scène, décor, personnages, mouvements.

## Axe et angle de prise de vues
Pour qu'il y ait un angle, il faut qu'il ait deux axes. L'axe de prises de vues existe dès qu'il y a un appareil photographique, que son capteur soit un film argentique ou un dispositif électronique, qu'il enregistre des images fixes ou animées. Le second axe, qui détermine l'angle, peut être conventionnel, comme l'horizontale qui se trouve dans le même plan vertical que l'axe optique de l'appareil, ou se trouver sur le sujet dont on enregistre une vue, ce qui arrive fréquemment : le regards, les mouvements, l'architecture, déterminent des axes.
L'expression axe de prises de vues a ainsi un sens plus général que angle de prises de vues, bien que dans le cas où le sujet ne présente pas d'axe évident, aucun problème d'axe ne se pose pour la position de l'appareil.
Dans les prises de vues de cinéma et de vidéo, l'axe de prise de vues peut rester fixe, tandis que l'angle change, parce que le sujet bouge. Le découpage technique d'une réalisation audiovisuelle organise les prises de vues en référence aux dialogues et aux indications scéniques. Il est commode, dans ce document, de repérer une direction conventionnelle, par rapport à laquelle s'organisent les déplacements des personnages et des appareils de prises de vues. La définition des axes traduit la conception des angles prévus avec les sujets filmés. On peut indiquer alors la direction de l'axe par référence à l'azimut en cartographie : caméra axe Nord, axe Sud-Ouest ; d'autres préfèrent des notations ancrées sur le décor : axe fenêtre, axe couloir.
Quand la caméra se déplace, les angles par rapports aux axes des sujets, qui peuvent eux aussi se déplacer, peuvent être difficiles à décrire. On définit les mouvements de caméra par ceux de l'axe de prises de vues. Une rotation de l'axe de prise de vues est un panoramique ; les déplacements de la caméra selon l'axe optique sont des travellings avant ou arrière, sinon des travellings latéraux.

## Cinéma
L'expression axe de prise de vues est attestée en 1930 comme synonyme de axe optique de l'objectif de l'appareil, à propos de la tourelle qui permet de changer rapidement l'objectif, à focale fixe, d'une caméra. Elle n'est utilisée dans une description scénographique que dans la deuxième moitié du XXe siècle. Avant que les films ne soient découpés en plans, l'expression n'avait aucune utilité.
En 1891, Dickson se fait filmer avec la caméra Kinétographe qu’il a mise au point d’après les croquis de son patron, Thomas Edison. La prise de vue est frontale. Le cadrage est celui d'un portrait photographique commun, animé par le salut de l'inventeur. Les premiers films projetés au public, de Georges Méliès, d'Alice Guy, et la plupart des vues photographiques animées de Louis Lumière conservent ce point de vue. Georges Méliès identifiait « le champ de son appareil à l'encadrement doré d'une scène de théâtre », et conservait le point de vue d'un spectateur installé dans l'axe de cette scène. Les films des opérateurs de Lumière qui montrent des objets en mouvement, comme L'Arrivée d'un train en gare de La Ciotat, décalent le point de fuite de la perspective du mouvement vers le bord de l'image, de façon à montrer à la fois le déplacement linéaire de l'objet et son grossissement apparent lorsqu'il s'approche. 
Les cinéastes britanniques de la fin du XIXe siècle et du début du XXe siècle (notamment George Albert Smith, James Williamson, James Bamforth et Cecil Hepworth), que l’historien du cinéma Georges Sadoul a regroupés sous l’étiquette de l’École de Brighton, scindent l'action qu'ils veulent montrer en plusieurs prises de vues, plusieurs plans pour lesquels ils choisissent des points de vue différents. Il filment de face, de dos, de ¾ face et dos, se rapprochant ou s’éloignant des personnages, faisant varier la « grosseur » des plans. Le cinéma abandonne les conventions du spectacle théâtral. « Cette alternance du gros plan et des plans généraux dans une même scène est le principe du découpage. Par là, Smith crée le premier véritable montage ». À partir du moment où le spectacle cinématographique inclut des changements de point de vue, des règles ou des usages qui deviennent des figures de style se dégagent de la pratique à propos des raccords entre les plans. Ces règles s'expriment souvent en termes de changement d'axe de prise de vues.

## Caractérisation des axes de prise de vues par les angles
L'angle que fait l'axe optique de la caméra avec ceux du décor et des personnages et, en cinéma, avec la direction des mouvements, est le seul repère possible pour l'axe de prises de vues.